# Alkmeon z Krotonu
Alkmeon z Krotonu (Alkmaíōn, VI–V wiek p.n.e.) – starogrecki lekarz i filozof.
Według Diogenesa Laertiosa Alkmeon to uczeń Pitagorasa i syn Peritoosa, wykładowca medycyny. Tradycyjnie przedstawia się go jako zwolennika teorii o nieśmiertelności duszy. Uważa się go również za twórcę psychologii doświadczalnej. Jako pierwszy konsekwentnie potraktował mózg jako centralny organ zmysłowy (zob. CUN) i prowadził na nim badania metodą sekcji. Opierając się właściwym ówczesnym Grekom poglądzie o pierścieniach otaczających Ziemię (takich jak pierścienie Saturna), doszedł do przekonania, że duszę ludzką także otaczają kręgi. Gdy nie są one zamknięte, następuje śmierć. Od Parmenidesa przejął pogląd, w myśl którego zdrowie zależy od równowagi przeciwieństw w organizmie (zob. Jońska filozofia przyrody, wariabilizm, Heraklit). W późniejszych czasach zostało to nazwane homeostazą (zob. cechy życia).
Medycznymi dokonaniami Parmenidesa i Alkmeona głęboko inspirował się Empedokles z Akragas.